# Neotheronia apicalis
Neotheronia apicalis är en stekelart som först beskrevs av William Harris Ashmead 1900.  Neotheronia apicalis ingår i släktet Neotheronia och familjen brokparasitsteklar. Inga underarter finns listade i Catalogue of Life.